# Bremerhaven Airline
Die Bremerhaven Airline war eine Klein-Fluggesellschaft, die Flüge vom Verkehrslandeplatz Bremerhaven-Luneort auf die Ostfriesischen Inseln anbot. 

## Geschichte
Bremerhaven Airline flog mit Flugzeugen des Typs Britten-Norman BN-2 Islander.
Am 26. Dezember 2001 stürzte eine Britten-Norman BN-2 Islander der Gesellschaft kurz nach dem Start ab. Dabei starben acht Menschen (siehe Artikel: Flugzeugabsturz in Bremerhaven).

Danach wurden am Verkehrslandeplatz Bremerhaven-Luneort im Vergleich zum Vorjahr rund 5000 Passagiere weniger befördert, worauf die Bremerhaven Airline Insolvenz anmelden musste. Ab Mai 2002 übernahm die Gesellschaft Luftverkehr Friesland Harle (LFH) Flüge in Richtung der Ostfriesischen Inseln. Den Ticketschalter der Bremerhaven Airline übernahm die Bremer Fluglinie Silverbird.